# La deessa de la dansa
 La deessa de la dansa  (títol original en anglès: Down to Earth) és una pel·lícula musical estatunidenca dirigida per Alexander Hall, estrenada el 1947. Ha estat doblada al català.

## Argument
En un món on existeix el més enllà, i on les criatures mitològiques són ben reals, Terpsícore és la musa del teatre i del cant. Viu amb les altres vuit muses en el cim de la seva muntanya. Un dia, observa el muntatge d'una comèdia musical sobre Terra, que relata la història de les mitològiques muses de les arts. El director d'aquesta és Danny Miller, i Terpsícore jutja les seves idees molt massa provocadores i fent aparèixer les muses com a desvergonyides.
Busca les persones encarregades d'enviar els que han estat a la Terra al paradís. Accepten fer-li fer el camí invers, ja que afirma que el seu propòsit és participar en aquesta comèdia musical per ajudar el seu escenògraf. Aconsegueix que se la contracti per ell. Manipulant-li els sentiments, aconsegueix modificar els passos de l'espectacle que no li agradaven. Però neixen sentiments reals cap a Danny Miller i són recíprocs. El dia de la representació no hi ha l'èxit esperat. El públic lamenta que aquesta comèdia sigui massa seriosa i molesta.
Danny vol interpretar l'espectacle com l'havia creat abans que Terpsícore el modifiqués. Aquesta l'abandona colèrica.
Un enviat dels cels no permet que hi torni, ja que no ha aconseguit l'objectiu oficial que era ajudar l'escenògraf. Aquest missatger li mostra que aquest Danny Miller ha posat en joc la seva vida amb una aposta que depèn de l'èxit del seu espectacle. Terpsícore, que té un gran afecte per a ell renuncia al seu projecte, i torna a interpretar la comèdia avenint-se a les exigències de Danny.
L'espectacle és efectivament un èxit aquesta vegada. Terpsícore encara que sigui feliç amb el mortal que estima, ha de tornar a casa seva ara que la seva missió és acabada, a contracor. Fa prometre a Danny d'estimar-lo sempre i no oblidar que es tornaran a veure. Un dia, arriba al pas del seu món a aquell de la seva molt estimada, on l'espera.

## Repartiment
- Rita Hayworth: Terpsícore/Kitty Pendleton
- Larry Parks: Danny Miller
- Mark Platt: Eddie
- Roland Culver: Mr. Jordan
- James Gleason: Max Corkle
- Edward Everett Horton: Missatger 7013
- Adele Jergens: Georgia Evans
- George Macready: Joe Manion
- William Frawley: Tinent
- Jean Willes: Betty
- Kathleen O'Malley: Dolly
- William Haade: Spike
- James Burke: Detectiu Kelly
- Dorothy Hart: Dorothy Brady

I, entre els actors que no surten als crèdits :
- Mary Forbes: Sra. Fenimore Hume
- Arthur Blake